# دهستان تازه‌کند (تبریز)
دهستان تازه‌کند نام دهستانی در بخش خسروشهر شهرستان تبریز، استان آذربایجان شرقی در ایران است. براساس سرشماری مرکز آمار ایران در سال ۱۳۸۵، جمعیت آن ۹۱۵۶ نفر (۱۹۴۴ خانوار) بوده‌است.